# Black Lagoon
Black Lagoon (japanska: ブラック・ラグーン, Burakku Ragūn) är en mangaserie som är skriven och illustrerad av Rei Hiroe. Serien följer ett litet gäng sjörövare för lejning som bedriver verksamhet i Sydöstra Asien i efterdyningarna av det kalla kriget. De har högkvarter i den fiktiva staden Roanapur, belägen på Thailands kust. Staden har en internationell befolkning som främst består av laglösa och agerar nav för diverse smugglingsrutter och annan olaga trafik.
Mangan har även adapterats till en tecknad animeserie 2006 under samma namn, regisserad av Sunao Katabuchi och animerad av Madhouse. Animen gick på ZTV i Sverige mellan vintern 2007 och hösten 2009.

## Handling

### Miljö
Handlingen följer ett litet gäng sjörövare för lejning (självbeskrivet som ett fraktföretag) som smugglar fraktgods och bedriver sjöröveri runt haven vid Sydöstra Asien. De har huvudkvarter i den fiktiva staden Roanapur, en internationell skurkstad vid thailändska kusten som är full av laglösa och kriminella.
Serien utspelas i kalla krigets efterdyningar i slutet av 1990-talet eller runt 2000 och ser bland annat resultaten av den illegala utförsäljningen av krigets vapenlager som utnämner perioden. Till exempel blir huvudkaraktärerna attackerade av en lejd grupp sydafrikanska boerska "vita" legosoldater i första kapitlet av mangan (kapitel 0) som har exsovjetiska vapen samt en fullt bestyckad exsovjetisk Mil Mi-24A attackhelikopter, inköpta för uppdraget. Deras etnicitet är anmärkningsvärd i och med att Apartheid avverkades i Sydafrika under 1990-talet och drev ut flera vita nationalister.
Trots seriens många actionelement har den många jordnära detaljer. Bland annat har protagonisten Revy två specialgjorda Beretta 92FS Inox-pistoler med rimligt realistiska modifikationer. Modifikationerna inkluderar 5,9-tumspipor, en tum längre än originalet, och elfenbensidor på pistolgreppet, prydda av en Calico Jack-dödskalle () som inlägg på var sida. Vardera pistolmantel är graverad med inskriptionen "9mm Sword Cutlass" (9 mm svärdhuggare) på vänster sida och "MOD 92F  ผลิตโดยพลายชาติ สเป็คพิเศษ" på höger sida, vilket översätts till "Tillverkad av Praiyachat, special spec." på Thai. Praiyachat är en vapensmed i serien.

### Lagunbolaget

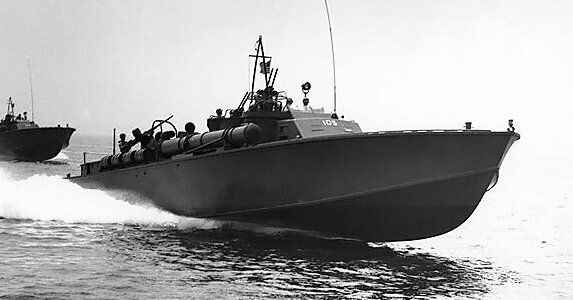
Elco marinavdelnings 80-fot patrulltorpedbåt, ej olik den ägd av Lagunbolaget.

Under titeln the Lagoon Company ("Lagunbolaget") verkar sjörövargruppen som lejda våldsmän (torpeder, legosoldater, prisjägare), skyddad smuggling, V.I.P.-transport och kapare i staden Roanapur och runt haven i sydöstra Asien. Deras flaggskepp är en Elco 80-fots patrulltorpedbåt (PT-boat) vid namn Black Lagoon (Svarta Lagunen). Båten är avväpnad men har kvar sina skarpa torpedtuber.
Lagunbolagets Besättningen består av:
- Rock (alias), född Rokurō Okajima (japanska: 岡島 緑郎) – seriens protagonist. Ursprungligen en japansk kontorsman; han blev tagen gisslan av Lagunbolaget under en affärsresa. Han fick sedan reda på att hans arbetsgivare ej skulle betala lösensumman och att han skulle rapporteras död. Lagunbolaget lejde honom till besättningen.
- Revy (alias), född Rebecca Lee ("Becky"), öknamn: Two Hands ("Tvåhand") för sitt bruk av dubbla pistoler – seriens andra protagonist. Född som kinesamerikan i Chinatown, Manhattan, nära Mott Street, växte hon upp med en alkoholiserad våldsam pappa. Efter att ha flytt ett av sin pappas våldsutbrott blev hon våldtagen av en korrupt polisman och  därefter mördade hon sin far, varefter hon blev laglös, mördare och torped med mera.
- Dutch – seriens deuteragonist. Han är en före detta afroamerikansk marinsoldat och krigsveteran från Vietnamkriget, samt före detta legosoldat. Han är ledaren för Lagunbolaget och ägare av torpedbåten samt rorsman.
- Benny – seriens tritagonist. Han är från USA och är egentligen hackare, datortekniker och mekaniker till yrket. Han var ursprungligen universitetsstudent i Florida tills både FBI och maffian började jaga honom 1993. Revy ska ha räddat honom från döden.

När de är på land och inte har så mycket att göra, brukar medlemmarna tillbringa sin tid på The Yellow Flag, en bar i staden Roanapur.

### Hotell Moskva

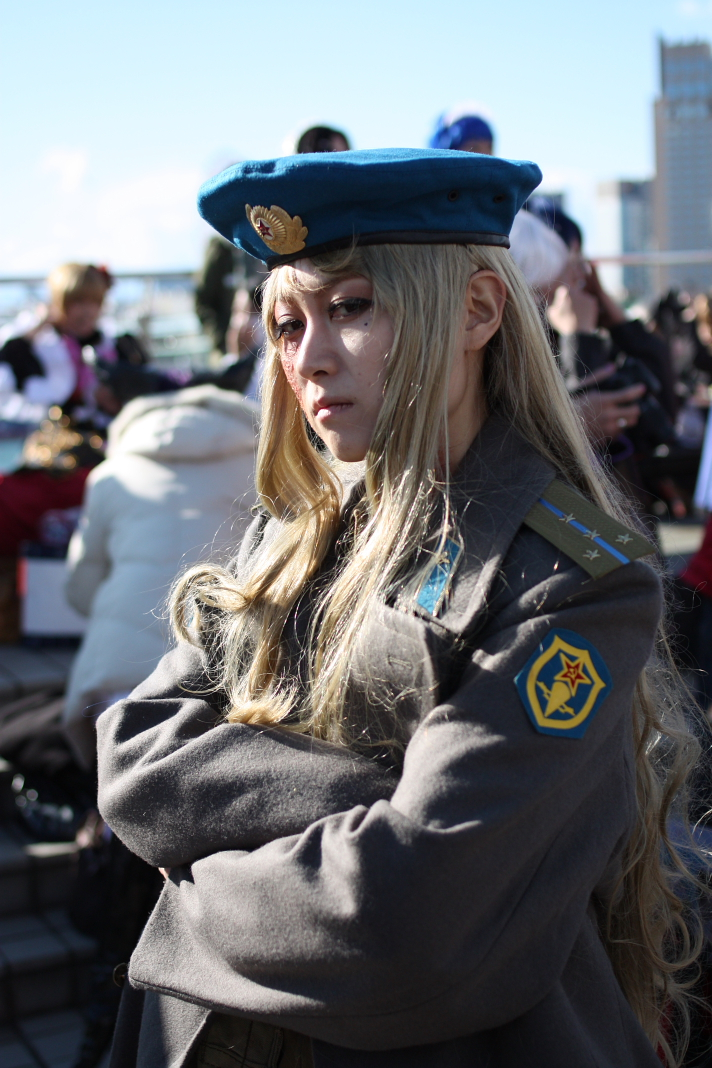
Cosplay av Balakajka.

I Roanapur ligger den thailändska grenen av ryska maffian, ett globalt brottssyndikat som verkar under namnet Hotel Moscow (ryska: Отель Москва, "Hotell Moskva"), vilken Lagunbolaget har samarbete med.
Hotell Moskva i Roanapur är grundat av ex-sovjetiska fallskärmsjägare från Sovjetunionens luftanfallsstyrkor "VDV", flertalet från spetsnaz-förband med hög militär utbildning. De leds av en kvinna med alias Balalaika (ryska: Балалайка, "Balalajka") som var deras kapten under afghansk-sovjetiska kriget. Balalajka och hennes enhet entledigades under vanära (engelska: military discharge) medan de fortfarande var stationerade i Afghanistan när Sovjetunionen föll 1989.
Balalajka fick sitt smeknamn för sin skicklighet med Dragunov-skarpskyttegevär, vilka kallas balakajka på sovjetisk arméslang. Hennes egentliga namn är Sofia Pavlovna Irinovskaja (ryska: София Павловна Ириновская). Hon har åtskilliga ärr från brännskador hon fick i samband med tortyr efter att ha skyddat afghanska flyktingar under kriget. Detta har gett henna öknamnet Fry-Face ("fräsfejan").